# Vasaloppet 2024
Vasaloppet 2024 var en skidtävling som genomfördes söndagen den 3 mars 2024 mellan Berga by i Sälen och Mora och var det 100:e Vasaloppet. Det första loppet genomfördes 1922, men tre lopp, 1932 , 1934 och 1990 ställdes in på grund av snöbrist respektive för få anmälda.
Deltagarna behövde fylla 17 år under 2024 och vara medlem i en längdskidklubb. Med 15 800 anmälda tävlande var det maximala antalet uppnått. Av dessa var 22 procent kvinnor. Vasaloppet kördes som vanlig i klassisk stil och endast för att stiga nedför backar fick deltagarna ta av skidorna. Före starten hålls ett tal av organisationskommittén och några personer framför en kulning, en sång som användes under historien som lockrop på fäbodarna. Vid en extra kontroll mellan Risberg och Evertsberg uppträda funktionärer i traditionella kläder som var vanliga 100 år tidigare. Medaljen som överlämnades har en design med ansluter till jubileet. Nummerlappen med numret 100 bars av Astrid Øyre Slind respektive Anton Elvseth som var först vid kontrollen i Mångsbodarna under Vasaloppet 2023.
Segrade gjorde Torleif Syrstad, som åkte för Lager 157 Ski Team, på 3 timmar, 52 minuter och 44 sekunder, och i damklassen vann förra årets vinnare Emilie Fleten sitt andra lopp på 4 timmar 23 minuter och 7 sekunder.
Torleif Syrstad gick loss tidigt, efter första backen vid Berga by, från täten tillsammans med Johan Hoel och lagkamraten Alvar Myhlback. Därefter gick Torleif Syrstad själv iväg ensam i loppet vid 6 mil, vilket förvånade och ifrågasattes av journalister och experter. Satsningen fungerade och de båda åkarna som var med vid första utbrytningen kom tvåa och trea.
Vasaloppets förhållanden var ovanligt tuffa. Efter en kall och snörik vinter kom det milt väder och regn lagom till vasaloppsveckan, och under loppet var det blåsigt och blött. Det gjorde att spåren mjuka, "som sorbet", och ledde till att stavarna fastnade och att nylagda spår snabbt blev sönderkörda. I starten så blev flera av parkeringarna till lervälling och bilar hade svårt att ta sig fram på parkeringarna och ut ur parkeringarna vilket skapade bilköer, vilket ledde till att många åkare var sena till start. Förhållandena gjorde att man senarelade "reptiderna", det vill säga de hålltider när loppet stängs vid olika stationer.
Strax innan upploppet, efter Auklandbron, försökte aktivister ta sig ut på skidspåren precis framför loppets ledare. De var från miljöorganisationen Återställ Våtmarker och ville protestera mot fossilindustrin och uppmärksamma att Preem och Volvo Cars är två av Vasaloppets huvudsponsorer, Tre aktivister brottades ned av bland annat polis, som hade förvarnat tävlingsarrangören om en planerad aktion.

## Slutresultat
Topp nio för herrar och damer:

### Herrar
| Placering | Namn                 | Land    | Tid      |
| --------- | -------------------- | ------- | -------- |
| 1         | Torleif Syrstad      | Norge   | 03:52:44 |
| 2         | Johan Hoel           | Norge   | 03:56:39 |
| 3         | Alvar Myhlback       | Sverige | 03:56:42 |
| 4         | Thomas Ödegaarden    | Norge   | 03:56:55 |
| 5         | Emil Persson         | Sverige | 03:57:42 |
| 6         | Runar Skaug Mathisen | Norge   | 03:58:02 |
| 7         | Andreas Nygaard      | Norge   | 03:58:03 |
| 8         | Oskar Kardin         | Sverige | 03:58:04 |
| 9         | Axel Jutterström     | Sverige | 03:59:45 |

### Damer
| Placering | Namn                 | Land    | Tid      |
| --------- | -------------------- | ------- | -------- |
| 1         | Emilie Fleten        | Norge   | 04:23:07 |
| 2         | Magni Smedås         | Norge   | 04:25:59 |
| 3         | Kati Roivas          | Finland | 04:26:32 |
| 4         | Karolina Hedenström  | Sverige | 04:39:04 |
| 5         | Ida Dahl             | Sverige | 04:39:28 |
| 6         | Hanna Lodin          | Sverige | 04:39:37 |
| 7         | Sofie Elebro         | Sverige | 04:41:08 |
| 8         | Linnea Johansson     | Sverige | 04:41:51 |
| 9         | Julia Kvale Stoestad | Norge   | 04:44:13 |
| 10        | Jenny Larsson        | Sverige | 04:47:08 |